# Сарыарка (велотрек)
Республиканский велотрек «Сарыарка» — спортивное сооружение в Астане (Казахстан), внешне напоминающее шлем велогонщика.
В 2009 году в проект велотрека была добавлена ледовая арена, на которой во время зимних Азиатских игр 2011 года были проведены соревнования по шорт-треку и фигурному катанию.
Республиканский велотрек стоимостью порядка 20 миллиардов тенге.
Необычные формы сооружения сразу привлекают к себе внимание. Под его куполом и площадью в 20 тысяч квадратных метров — располагаются помимо самого велотрека также и волейбольные, баскетбольные, футбольные площадки, несколько бассейнов и фитнес-центров. Вместимость объекта составляет 9270 зрителей. В состав комплекса входит: велосипедный центр, гостиничный комплекс, учебный и оздоровительный комплексы.

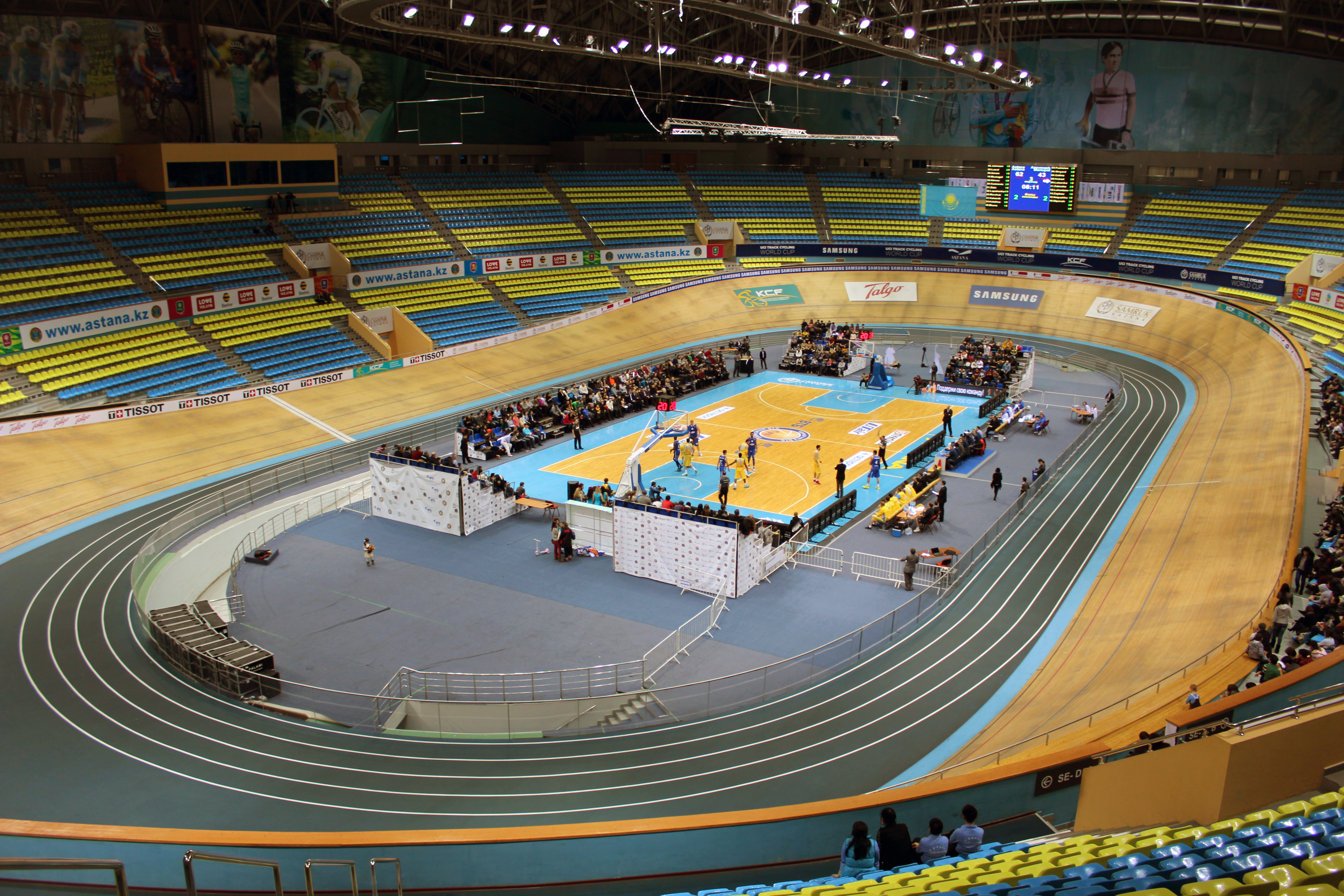

После Азиады его планируют использовать для проведения различных соревнований и спортивных сборов. Помимо этого, комплекс можно использовать для проведения концертов, конференций и т. д.
Предназначен не только для велосипедного спорта, но и для конькобежного, шорт-трека, хоккея (имеется 2 корта), а также для кёрлинга и фигурного катания.
В 2011 году велотрек Астаны признан лучшим в мире.

## Важнейшие мероприятия

### Крупнейшие спортивные мероприятия
- 2011 - Зимние Азиатские игры 2011 (Шорт-трек, фигурное катание)